# Franjo Golob
Franjo Golob, slovenski grafik, akademski slikar in restavrator, * 5. april 1913, Prevalje, † 3. september 1941, Domžale.

## Življenjepis
Rodil se je očetu stražniku Jožefu in materi Elizabeti (rojena Šaše). Golob je eno leto obiskoval kiparski oddelek Tehniške srednje šole v Ljubljani pri prof. F. Kralju, nato je študij nadaljeval v Zagrebu, kjer je leta 1937 diplomiral iz slikarstva na Umetnostni akademiji Zagreb. Na Dunaju je 1939 končal tečaj restavriranja. Okupacijo je dočakal v uniformi, bil nekaj dni zajet in zaprt v meljski vojašnici v Mariboru, od koder je pobegnil v Dravograd, kjer se je zaposlil pri firmi Siemens, ki je gradila elektrarno v Dravogradu. Bil je član skupine Gruda. Povezal se je s skupino, ki je pripravljala upor proti okupatorju in v Črnečah, zaradi česar so ga 22. 8. 1941 aretirali in odpeljali na Prevalje v prostore tedanje šole, od tam pa v Begunje in ga nato v skupini desetih talcev ustrelili 3. 9. 1941 v Domžalah kot prvega talca umetnika.

## Delo
Franja Goloba uvrščajo med najzanimivejše in najbolj originalne likovne umetnike v času pred drugo svetovno vojno. Po slovenskih javnih in zasebnih zbirkah je ohranjenih okoli sto njegovih del. Za Golobovo delo je značilna težnja po ekspresivni stilizaciji risbe in kompozicije. V olju je ustvarjal izrazito koloristična dela, socialno angažirane motive in psihološko poglobljene portrete. V njegovih grafikah pa se prepletajo vplivi ekspresionizma, ljudske umetnosti in srednjeveških fresk, ki jih je odkrival kot restavrator in beležil v akvarelih. Zapustil je mapo (N'mav čriez izaro, 1938) osemnajstih lesorezov po motivih koroških ljudskih pesmi.

## Zapuščina
Po Golobu je so leta 1963 poimenovali osnovno šolo na Prevaljah. Leta 2001 so v Spominskem parku na Prevaljah postavili njegov doprsni kip, delo akademskega kiparja Radeta Nikolića. Na Kogelnikovi domačiji v Podklancu pri Dravogradu, kjer je bival leta 1941, so leta 1984 odkrili spominsko ploščo.